# メガフォース・レコード
メガフォース・レコード（Megaforce Records）は、1982年に設立された、ヘヴィメタル系の比重が大きいアメリカ合衆国のインディーズ・レーベル。事務所はニューヨークとフィラデルフィアにある。米国内では、ソニー・ミュージックエンタテインメント (米国)とその子会社REDディストリビューション（RED Distribution）によって配給されている。かつて1987年から1991年にかけての時期には、アトランティック・レコードが配給していた。
「ジョニーZ (Jonny Z)」と通称される創業者のジョン・ザズーラ（Jon Zazula）は、妻マーシャ（Marsha）とともに、元々ニュージャージー州でレコード店を経営していたが、ニューヨークを拠点にメタル系バンドなどのプロモーター業にも進出した。やがてメタリカを発掘し、そのレコードを出すためにメガフォース・レコードを創業した。メタリカの最初の2作のアルバム『キル・エム・オール』（1983年）と『ライド・ザ・ライトニング』（1984年）は、メガフォースからオリジナル盤がリリースされた。
「ビルボード」のBillboard 200チャートに入った実績のある所属アーティストとしては、ブラック・クロウズ、アンスラックス、オーヴァーキル、テスタメント、メタリカ、マッシュルームヘッド（Mushroomhead）、ミニストリーなどがいる。ミニストリー、アンスラックス、メタリカは、いずれも米国においてゴールドディスク、プラチナディスクを獲得している。
メガフォース・レコードの米国本社はニューヨークに置かれている。

## 所属アーティスト（過去在籍し、後に移籍したものを含む）

### メタル系
- アンスラックス
- ブルー・チアー
- フレーリーズ・コメット（Frehley's Comet） - エース・フレーリーがキッス脱退後に率いたバンド
- クラッチ
- ダンジグ
- エキサイター
- フォジー（Fozzy）
- キングスX
- リヴィング・カラー
- マノウォー
- メタリカ
- ミニストリー
- M.O.D.（M.O.D.）
- マッシュルームヘッド（Mushroomhead）
- オーヴァーキル
- ピクチャー・ミー・ブロークン（Picture Me Broken）
- スケートニッグス（Skatenigs）
- ストームトゥルーパーズ・オブ・デス
- テスタメント
- ヴァイオレンス

### メタル系以外
- バッド・ブレインズ
- ブラック・クロウズ
- ディスコ・ビスケッツ
- ウォーレン・ヘインズ（Warren Haynes）
- ミート・パペッツ
- トゥルース・アンド・サルベージ・カンパニー（Truth & Salvage Co.）
- ウェルウォーター・コンスピラシー（Wellwater Conspiracy）
- ライナム（Lynam）